# Килиј (Њамц)
Килиј (рум. Chilii) насеље је у Румунији у округу Њамц у општини Ваља Урсулуј. Oпштина се налази на надморској висини од 330 m.

## Становништво
Према подацима из 2002. године у насељу је живело 1105 становника, од којих су сви румунске националности.